# Walter Davidson (homme politique canadien)
Pour les articles homonymes, voir Walter Davidson et Davidson.
Kenneth Walter Davidson (né le 28 juillet 1937) est un homme politique canadien de la Colombie-Britannique. Il est député provincial créditiste de la circonscription britanno-colombienne de Delta de 1975 à 1991.
Il est vice-président de l'Assemblée législative de la Colombie-Britannique de 1980 à 1982 et président de 1982 à 1986.

## Biographie
Né à Georgetown en Ontario, Davidson étudie à Welland et à l'université de la Colombie-Britannique. Il travaille ensuite comme urbaniste et directeur des bibliothèques publiques de Vancouver.